# Itaiçaba
Itaiçaba est une municipalité brésilienne de l’État du Ceará. En 2010, elle compte 7 321 habitants.

## Source
- (pt) Cet article est partiellement ou en totalité issu de l’article de Wikipédia en portugais intitulé « Itaiçaba » (voir la liste des auteurs).